# Paulino Ferrer
Paulino Ferrer (ur. 9 grudnia 1926 w Cabimas, zm. 27 kwietnia 2013 w Acarígua) – wenezuelski lekkoatleta, płotkarz.
Podczas igrzysk olimpijskich w Helsinkach (1952) odpadł w eliminacjach na 400 metrów przez płotki uzyskując czas 1:02,1.